# Megadroogtes in het westen van Noord-Amerika
Megadroogtes in het westen van Noord-Amerika kwamen voor tijdens het middeleeuws klimaatoptimum tussen ongeveer 100° westerlengte en de westkust. Ook in gematigde streken en subtropen elders ter wereld, zowel op het noordelijk als het zuidelijk halfrond, kwamen droogteperiodes voor die vaak meer dan 10 jaar duurden. Als oorzaak ziet men de in die tijd lage oceaantemperaturen in het oostelijk deel van de Grote Oceaan. Ze veroorzaakten in de centrale en zuidelijke Great Plains het afsterven van vegetatie en vorming van zandduinen, die de temperatuur nog wat meer deden stijgen. Mogelijk leidden de megadroogtes tot hongersnoden en migraties van indianenvolken. Voor het onderzoek naar de klimatologische omstandigheden in tijdperken zonder instrumentele waarnemingen zijn proxygegevens gebruikt. Voor de temperatuur van het oceaanwater deed men bijvoorbeeld onderzoek aan de fossiele koralen uit de jaren 1320-1462 van het Palmyra atol op 6°N 160°W.
Neerslagreconstructie vond met name plaats door toepassing van dendrochronologie, onderzoek op jaarringen van bomen op een 286-punts 2.5° x 2.5° netwerk. Hierbij is de Palmer droogte index (PDSI) benaderd waarin de variabelen neerslag en temperatuur zijn opgenomen. Belangrijk is daarbij de PDSI van de drie zomermaanden of het zomerhalfjaar, het groeiseizoen. In het onderzoekgebied komen diverse boomsoorten voor die >1000 jaar oud worden zodat een redelijke hoeveelheid informatie beschikbaar is. Ook blijven houten balken gemaakt van gevelde bomen zeer lang goed in het droge klimaat zodat deze ook informatie leveren.
Naast jaarringen is gebruik gemaakt van de wisselende waterstand in meren, sedimenten van meren en rivieren, beschadiging door bosbranden, windafzettingen, stuifmeelonderzoek en de samenstelling van nesten van de pack rat. Volgens meerdere onderzoekers duiden de resultaten op droge periodes in het westen van de huidige VS tussen ongeveer AD 800 en 1400 hoewel niet overal precies gelijktijdig. Daarna was er een nattere periode in de kleine ijstijd van 1400-1800, nog onderbroken door een droogte eind 16e eeuw.
De middeleeuwse megadroogtes bleken gelijkenis te vertonen met droogtes in de 19e en 20e eeuw wat betreft geografische spreiding en de ernst van de droogte per jaar; alleen duurden ze tientallen jaren lang. Incidenteel zaten er wel normale of natte jaren tussen.

## De periodes
De temperaturen waren tussen 900 en 1300 in het westen van Noord-Amerika hoger dan het langjarig gemiddelde van 1850-2006; hierbij trad eveneens wijdverbreide droogte op. Als oorzaken worden beschouwd een toegenomen La Niña, meer stralingsintensiteit van de zon en geringe vulkaanactiviteit. De warmte werd wel afgewisseld door perioden met beneden normale temperaturen. Simulatie met klimaatmodellen geven als resultaat dat het in de 12e en begin 13e eeuw in het westen van de V.S. ruim 0,5°C warmer was dan normaal. Eind 20e en begin 21e eeuw zijn de afwijkingen naar boven inmiddels groter. 
De publicatie van Herweijer cs toont o.a. twee grafieken: de periode 1000-1470 is vooral te droog, de droogte-index is soms tientallen jaren negatief met beperkte onderbrekingen; de periode 1470-2003 toont een evenwichtiger afwisseling van droogte en te natte perioden. Droogtes duurden in de laatste ruim vijf eeuwen niet langer dan 4-7 jaar achtereen.
Aanhoudende droogte trad op van 1000-1050, van 1130-1170 en van 1220-1300. Variabele droogte met wat meer natte jaren van 1080-1120 en 1170-1200. De vier decennia van circa 1300 tot 1340 waren normaler met een evenwichtiger aantal natte jaren.
Het begrip droogte is hierbij gedefinieerd als: PDSI van jaar tot jaar negatief en maximaal twee opvolgende jaren onderbroken door een positief jaar; tevens moet aan een minimale gebiedsgrootte zijn voldaan.
Behalve de lengte is er weinig verschil tussen de droogtes in de middeleeuwen en huidige droogtes. De droogte betreft grote delen van het westelijk deel van de V.S., gecentreerd over het zuidwesten en de Rockies dan wel over de Great Plains (t/m Canadese plains) of over beide. Daarbij was het vaak tegelijk te nat in het zuiden van Mexico en het noordwesten en noordoosten van de V.S.

Reconstructie van de waterhoeveelheid die per jaar door de Colorado stroomt (bij Lees Ferry); samen met de Drought Area Index en temperatuurreconstructies op het Coloradoplateau wijzen alle naar het midden van de 12e eeuw als het warmste en droogste tijdvak. Ook was sprake van het meest uitgestrekte gebied met droogte. Het gehele westen van de VS met het noorden van Mexico werd getroffen behalve een vrij klein deel van de noordwestelijke Great Plains (tegen de Canadese grens). De Colorado heeft in dat tijdvak 13 opeenvolgende jaren met een kleiner dan normale afstroom. Individuele jaren scoren niet extreem laag maar omdat echt natte jaren ontbreken blijft de langjarige waterafvoer laag. Een reconstructie van de waterstroom door de Sacramento geeft dat de 20 jaar van 1138 tot 1158 de een na droogste zijn tussen 869 en 2008.
Wat meer details:

### In de middeleeuwen
- 1021-1051 in het gebied tussen 95° en 120°WL over 30 jaar 25 keer een negatieve PDSI; het centrum van het gebied lag in Colorado, Wyoming, Nebraska maar Zuidwest-Californië was te nat. De droogste jaren waren 1022 en 1035 met een gemiddelde index van ≤ -2 over het hele gebied.
- 1130-1170 tussen 100° en 120°WL over 40 jaar 36x een negatieve PDSI; centrum over Colorado en groot gebied eromheen. In acht jaar was de pdsi ≤ -2.
- 1240-1265 een groter gebied tussen 100°-125°WL met twee zwaartepunten. Eén ervan meer naar het zuidwesten over Arizona en Noordwest-Mexico; het tweede over Montana, Wyoming en de Dakota's. In 25 jaar 20x een negatieve pdsi waarvan 3 jaar een waarde ≤ -2; het extreme 1258 komt tot -3,2.
- 1276-1299 vooral in de Rocky Mountains en Great Plains; gebieden in Colorado, Arizona en New Mexico raakten ontvolkt.
- 1360-1382 tussen 90°-125°WL met twee centra: de Great Plains en Arizona plus Noordwest-Mexico. De rest van Mexico was echter te nat. In 22 jaar 17x een negatieve pdsi waarvan 1365 ≤ -2.

### In de 20e eeuw
- 1931-1940 een groot gebied oost-west over de VS; echter Mexico was te nat. Over 10 jaar 7x een negatieve PDSI. Deze periode staat bekend als de Dust Bowl.
- 1950-1957 met een zuidelijker zwaartepunt: de noordelijke helft van Mexico, het zuidelijk deel van Texas, New Mexico, Arizona. Te nat waren Zuid-Mexico, het noordwesten en noordoosten van de VS. In 8 jaar tijd 7x een negatieve PDSI met in sommige streken zeer markante waarden van -3 tot -3,5 over de gehele periode van acht jaar.

## Statistisch onderzoek
Simulaties met klimaatmodellen en statistische bewerking van de informatie geven als resultaat dat het tropische deel van de oostelijke Grote Oceaan de dominante veroorzaker is van de Noord-Amerikaanse droogtes over de laatste 1000 jaar. De megadroogtes werden veroorzaakt door langdurige La Niña omstandigheden in de tropische Pacific: de watertemperaturen waren onder normaal. In tegenstelling tot de laatste eeuwen waren deze omstandigheden in de middeleeuwen persistent gedurende tientallen jaren. Ook bij de droogtes sinds 1850 deden zich afwijkingen in de Sea surface temperatures (SST-anomalies) in hetzelfde oceaangebied voor. De SSTA werden gereconstrueerd aan de hand van (fossiele) koralen van het Palmyra atol in de Grote Oceaan over de perioden 1321-1461 en 1886-2008. Van 1321 tot 1461 bleek de SST in de tropische oost Pacific 0,4 tot 0,6 graden onder normaal te liggen. Volgens een (groot) deel van de onderzoekers zijn deze omstandigheden dwingend voor het ontstaan van droogte in Noord-Amerika en klimaatafwijkingen elders ter wereld.
Sommige onderzoekers (Mann, Bjerknes) wijzen ook op een (veronderstelde) grotere uitstraling van de zon en minder vulkanisme in de middeleeuwen; zij denken dat deze achterliggende oorzaken een La Nina situatie in de Pacific stimuleren.

### Elders
Ook waarnemingen van elders op de wereld zijn in lijn met verhoogde en langdurige La Niña activiteit tussen circa 1000 en 1400. De Noord-Amerikaanse megadroogtes zijn deel van een wereldwijd hydroklimatologisch regime verbonden met de omstandigheden in de tropische Pacific. Er is overeenkomst met het patroon van de kortere droogtes van het instrumentele tijdperk. De droogtes in Noord-Amerika werden vergezeld door droge omstandigheden in zuidelijk Zuid-Amerika (behalve Centraal-Argentinië), centraal Oost-Afrika, Egypte en grote delen van Europa. Daartegenover was het natter in Midden-Amerika en noordelijk Zuid-Amerika, de Sahel en de Aziatische moessongebieden.

### Invloed van vegetatiesterfte
De natuurlijke vegetatie had te lijden onder de droogte. Geschat wordt dat in de zuidelijke en centrale Great Plains de helft van de begroeiing verloren ging en door de kale bodem duinen ontstonden die zich ook verplaatsten. Tijdens de droogte in de Sahel in de jaren zeventig van de 20e eeuw is voor het eerst onderzoek gedaan naar de feedback van een gewijzigd landoppervlak. De vraag werd gesteld of woestijnvorming door droogte (en overbegrazing) een zodanige invloed heeft op de atmosfeer dat de neerslag nog verder afneemt. Amerikaanse klimatologen hebben getracht te onderzoeken of devegetatie en duinmobiliteit de ernst van de Amerikaanse megadroogtes kon beïnvloeden. Tijdens de afgelopen twee millennia kwam diverse keren duinactiviteit voor in Amerika, voor het laatst tussen ongeveer 1300 en 1450 waarbij waarschijnlijk ook wandelende duinen optraden.
Simulaties met modellen toonden hogere temperaturen aan als gevolg van devegetatie. De bodemtemperatuur en de luchttemperatuur direct erboven nemen toe door veranderingen in de energiebalans aan de oppervlakte. Niet vastgesteld werd dat de hoeveelheid neerslag verder omlaag ging, alleen dat de warmte en uitdroging verergerden. In tegenstelling tot de verwachting bleek de Palmer-droogteindex geen meetbare negatieve invloed te ondergaan van een kale bodem die tot hogere temperaturen leidt.

## Gevolgen

het gebied waar de Anasazi leefden

Wetenschappers van diverse disciplines (Jared Diamond, Robert Axtell, Terry Jones e.a.) onderzochten de these dat de tussen circa 800 en 1400 toegenomen droogte problemen opleverde voor de toenmalige bevolking. Droogte bracht volgens een aantal onderzoekers aan het licht dat de bevolking groter was dan wat een gebied aankan en dat leidde volgens hen zeer waarschijnlijk tot het verlaten van grote delen van het Colorado plateau. Ook is onderzocht of er verschil is tussen de (deels) landbouwende Pueblos en de jager-verzamelaars in de naburige Great Basin (Nevada) en Californië.

### Colorado Plateau

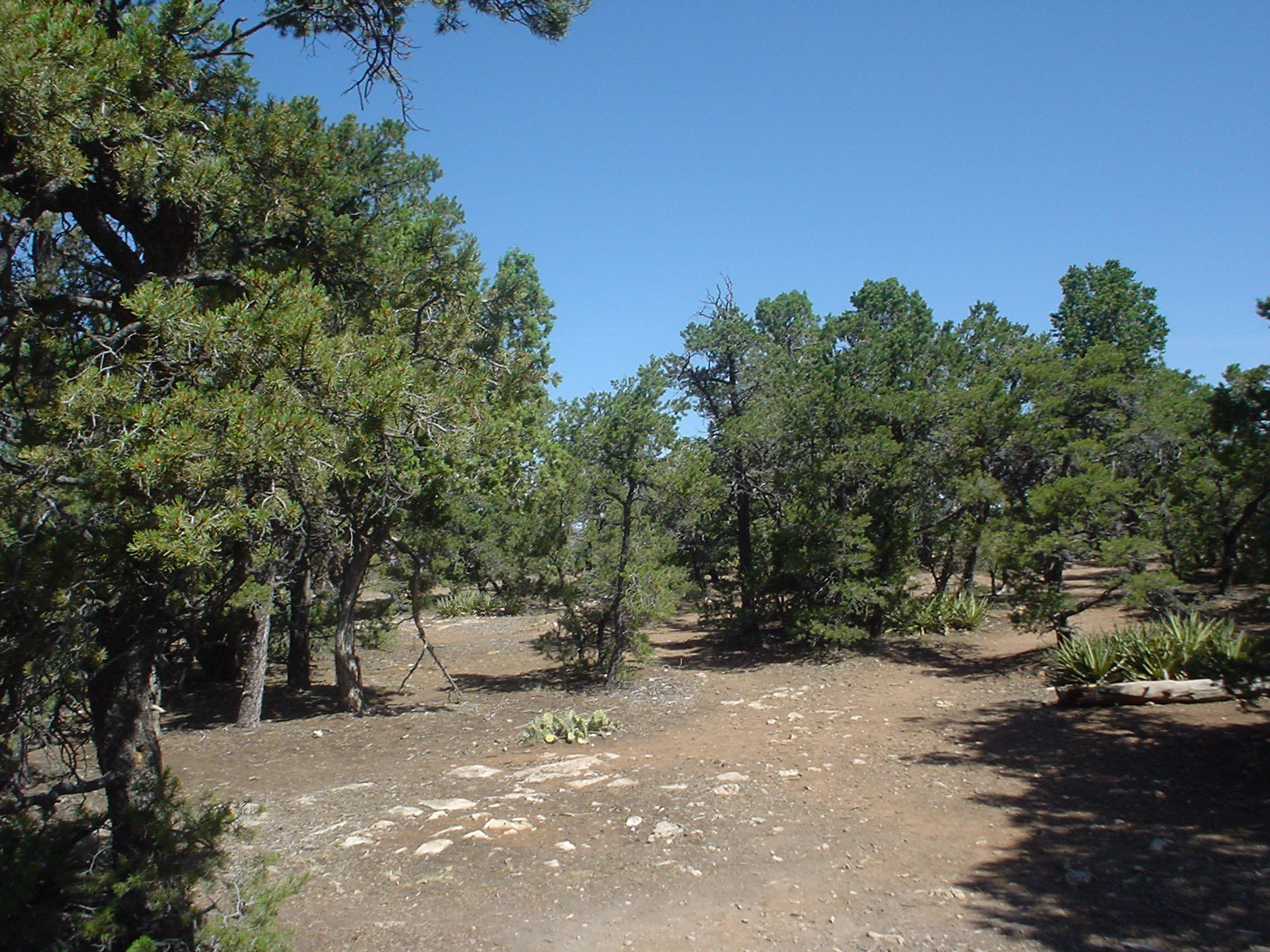
Een bos met pinyons in Grand Canyon National Park, Arizona.

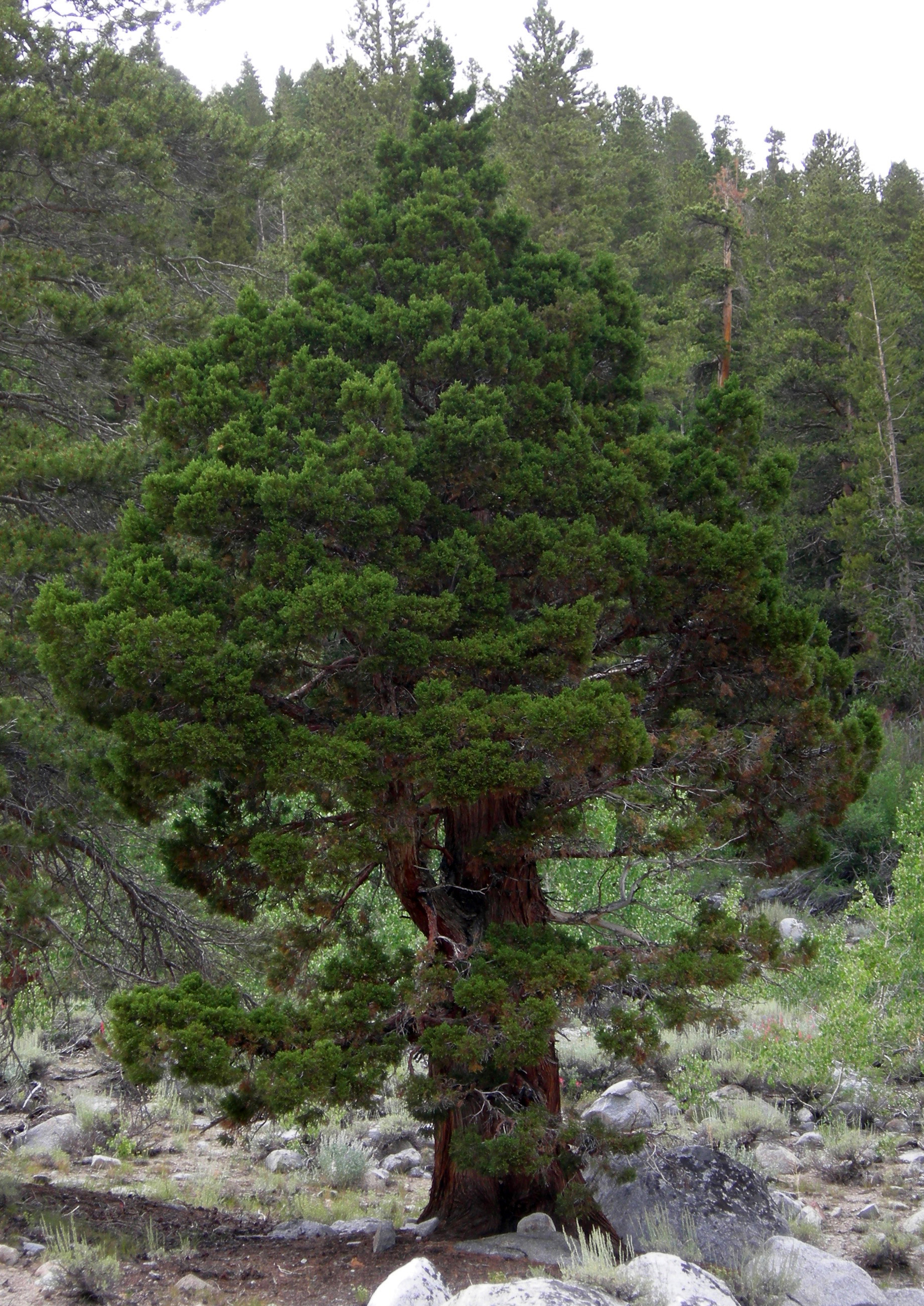
Juniperus occidentalis var. australis, oostelijke Sierra Nevada, Rock Creek Canyon, California

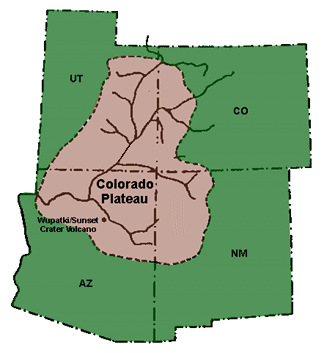
Plattegrond Colorado Plateau.

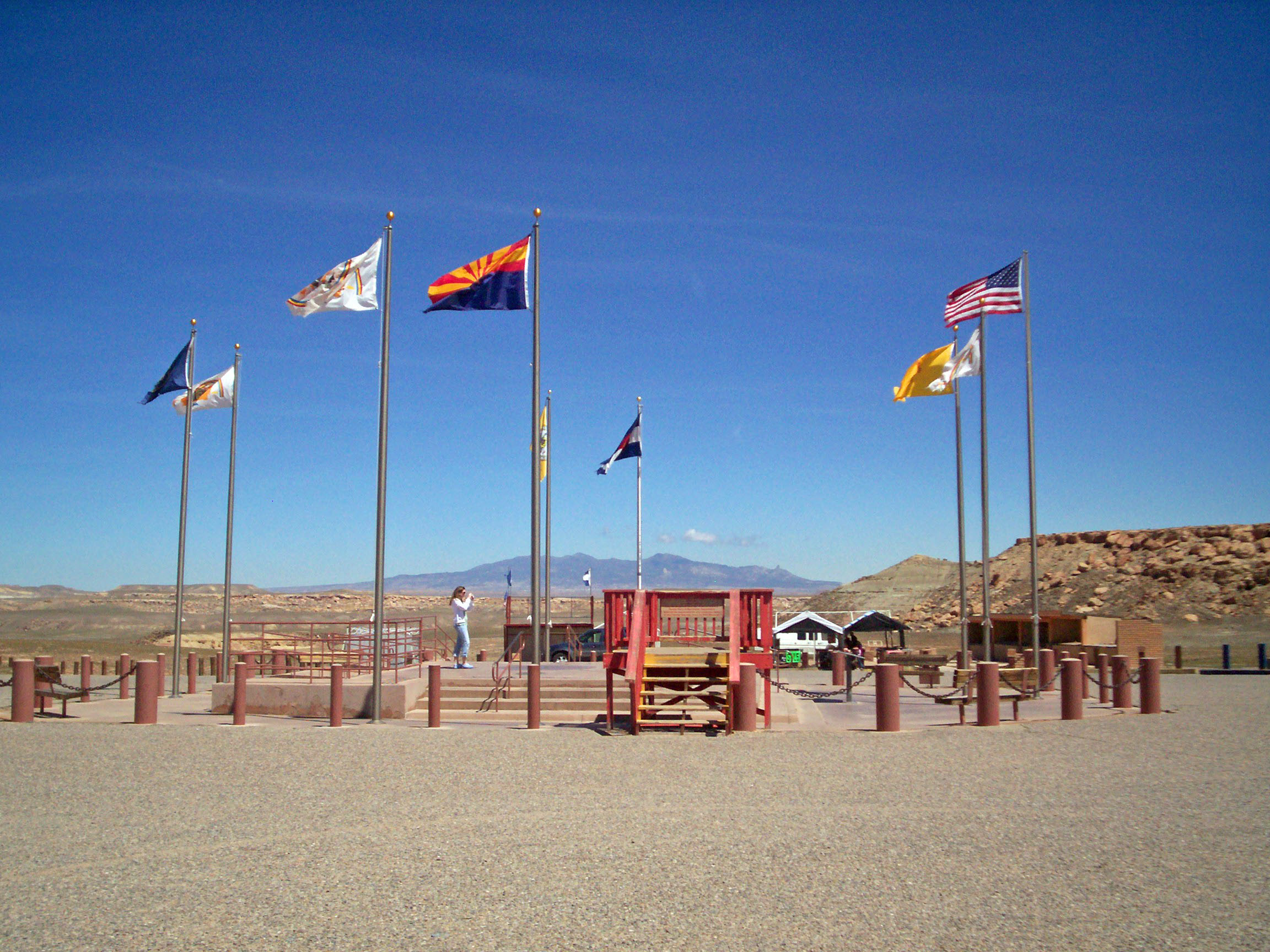
Het Four Corners Monument waar de staten Colorado, New Mexico, Arizona, en Utah elkaar raken.

Vanaf circa 1800 v. Chr. kenden de Anasazi- of Pueblo-indianen het gebruik van maïs en werden ze geleidelijk voedselproducerend in plaats van jagers en verzamelaars. 
Van 1080 tot 1120 heerste een droogteperiode en nogmaals van 1130 tot 1160; daarna korte minder erge droogtes en een ernstige van 1276-1299. Natter was het van 1300-1340 daarna weer te droog. Op het Colorado Plateau overleefden de meeste bevolkingsgroepen de droogte van 1080-1120 door meer grond in gebruik te nemen voor landbouw.

De bevolkingsgroei die door de introductie van landbouw mogelijk werd duurde volgens J. Diamond tot in de eerste decennia van de 12e eeuw. De Anasazi samenleving in Chaco Canyon (New Mexico) floreerde tussen 600-1150; de Pueblo-II periode van 900-1150 kende een bevolkingstoename en expansie in nieuwe gebieden. Er ontstonden grootschaliger nederzettingen waarvan Pueblo Bonito de grootste was waar ook huizen met verdiepingen werden gebouwd. Problemen waren watermanagement en ontbossing. Dit blijkt onder meer uit analyses van nesten van de packrat.
De nesten bevatten na het jaar 1000 geen pinyon pinetree en juniperus meer, omdat dit werd gebruikt voor de bouw en als brandstof. De ontbossing was schadelijk, pinjonpijnbomen verbeteren de bodemgesteldheid doordat ze de concentraties voedingsstoffen in de bodem verhogen. De noten waren een voedingsbron voor de bewoners.
De laatste balk in Pueblo Bonito bleek afkomstig van een boom die was geveld in 1117; de laatste balk elders in Chaco Canyon dateert uit 1170. Beslissend voor Chaco Canyon was de droogte die rond 1130 begon. De eerdere droogtes met minder gevolgen traden op rond 1040 en 1090 toen er veel minder inwoners waren.
Woongebieden van de Anasazi zoals Chaco Canyon, North Black Mesa en Virgin Anasazi werden ergens tussen 1150 en 1200 verlaten waarbij men naar het zuiden en oosten trok. 
In het noorden van het plateau eindigde in die tijd ook de bewoning door de Fremont bevolking, mogelijk ook vanwege het klimaat. Volgens onderzoekers zijn de chronologische correlaties dwingend. Nadat tijdens Pueblo-II bepaalde gebieden werden verlaten, volgde in 1150-1300 tijdens Pueblo-III een periode van samenvoeging met de bevolking die in zuidoostelijke richting woonde. Een volgende migratie was waarschijnlijk een gevolg van langdurige droogte van 1276 tot 1299 met ontberingen zoals hongersnood en overvallen door andere volken en een sterke teruggang in bevolkingsaantal. Tijdens en na de droogte was er een volksverhuizing naar het zuiden en oosten richting Centraal- en Zuid-Arizona en New Mexico.
Het einde van de vestigingen in het grootste deel van het centrale Coloradoplateau viel samen met de grote droogte van 1276-1299. Vanaf 1276 was het Four Corners gebied 14 jaar achtereen te droog. Na twee te natte jaren opnieuw 6 te droge jaren op rij, van 1292 t/m 1297. Vanaf 1301 toen de streek mogelijk al verlaten was, vijf te natte jaren op rij. Eeuwen van bevolkingsgroei beperkten de mogelijkheden tot voortbestaan die voldoende zouden zijn geweest voor een geringe bevolkingsdichtheid van verspreid wonende landbouwers.
Tijdens de Pueblo-IV periode van 1300-1450 waren nederzettingen slechts te vinden in enkele delen langs de zuidrand van het Plateau. De bevolking die de omgeving van de Four Corners had verlaten kan hierin opgenomen zijn geweest maar de bewijzen van migratie zijn beperkt. De Rio Grande Valley oost van het plateau en gebieden in het zuiden zijn de meest algemeen veronderstelde ontvangers van bevolking uit de regio Four Corners. Het houdt een beweging richting meer zomerneerslag in.
Er zijn andere theorieën waarom de noordelijke Pueblogebieden voorgoed werden verlaten. De bodem kan uitgeput zijn geraakt na vele jaren maïsverbouw. Of er waren oorlogen met andere plaatselijke stammen.

Bij het wegtrekken van de bevolking was vermoedelijk vaak sprake van geplande verlating omdat bij veel restanten van huizen het huisraad ontbreekt.

### Long House Valley
De Long House Valley in Noordoost-Arizona waar de westelijke groep Kayenta Anasazi leefde en de Mesa Verde nabij het 4-cornerspunt, werden rond 1300 geheel verlaten. Axtell cs onderzochten wat gebeurde met deze groep van circa 1000 bewoners. Als mogelijke of zelfs waarschijnlijke oorzaak wordt ook door hen langdurige droogte genoemd. Hoewel er rond 1300 sprake was van verslechterde leefomstandigheden achtten zij het mogelijk dat een lager bevolkingsaantal in kleine dorpen genoeg te eten zou hebben. Omdat de gehele bevolking wegtrok speelden kennelijk sociale of andere motieven mee. De Anasazi hadden in de loop der eeuwen hun samenleving deels in grotere dorpen ingericht die bij een haperende voedselvoorziening niet houdbaar zijn.

Ook bij andere indianenvolken in de wijde omgeving vonden "reorganisaties" plaats. De Mimbres hebben rond 1130 New Mexico verlaten, of hun samenleving stortte in, waarschijnlijk door droogte die voldoende landbouw onmogelijk maakte. Van de vijf factoren die Diamond hanteert als oorzaken voor de ondergang van een volk, heeft hij bij de Anasazi geen bewijs gevonden van externe vijanden. De twee duidelijkste factoren waren een geleidelijk onmogelijk geworden leefomgeving (ontbossing, schade door overirrigatie) waardoor de omgeving een te groot geworden bevolking niet meer kon onderhouden; en droogte.

### Great Basin en Sierra Nevada
Droogtes in de Great Basin Desert traden op van 892-1112 en 1209-1350. Meer in detail: 800-1050 koel en droog; 1050-1130 warmer en natter; van 1130 tot rond 1300 warm en droog. Daarna kwam er meer afwisseling met wat nattere jaren tussendoor. Datering is gebaseerd op dode boomstronken bij diverse meren, die daar begonnen te groeien als de waterstand daalde. De ringen van de Pinus longaeva matchen ermee. In de Sierra Nevada heerste warmte tussen 1000 en 1375 (vooral rond 1150). Droogtes van 1020-1070; 1199-1218 en 1249-1365 die regelmatig werden afgewisseld met te natte jaren bijvoorbeeld 1302 t/m 1306. Het grootste nadeel werd mogelijk veroorzaakt door hoge zomertemperaturen. Een bevestiging wordt gevonden door brandvlekken in de Sequoia gigantea die tussen 1000 en 1300 frequenter voorkomen dan in enig ander tijdvak van de laatste 2000 jaar.

### Californische kust
Boomringenonderzoek duidt op droogte van 980-1030 en 1100-1250 (vooral 1120-1150). Een reconstructie van de vegetatie in een moerassig gebied langs de kust aan de hand van pollen duidt op droogte in deze perioden. Zoutminnende planten kwamen vooral voor in perioden met minder zoetwaterafvoer vanaf het land dus meer intrusie van zeewater. Archeologisch onderzoek laat zien dat vestigingen van voor het jaar 1200 werden verlaten en dat tussen 1200 en 1400 nieuwe tijdelijke vestigingen werden gebruikt wat kan duiden op demografische stress. Er was een toename in het gebruik van voedsel uit zee, tot 3/4 deel van het totale dieet omdat het vasteland kennelijk minder opleverde. Op een begraafplaats bij Calleguas Creek uit de periode 1200-1300 heeft 10% van de lichamen pijlwonden, vóór die tijd was dat minder dan 1%. Hieruit is een toename van onderling geweld of conflicten met naburige stammen wegens voedselschaarste afgeleid.

### Mojave Desert
Uit onderzoek van nesten van de pack rat blijkt welk type vegetatie in een bepaalde periode beschikbaar was voor de bouw van nesten en als voedsel. Tussen 900 en 1350 bleek dat voornamelijk woestijnachtige vegetatie te zijn. Uit de periode 800-1300 zijn minder archeologische vondsten gedaan dan uit de 500 jaar ervoor of erna. Dit kan duiden op een afgenomen bevolkingsomvang door een verminderd natuurlijk draagvlak van de omgeving.